# 中村邦彦
中村邦彦（日语：／ Nakamura Kunihiko，1939年9月24日—），日本前男子篮球运动员。他曾代表日本参加1964年夏季奥运会男子篮球比赛。他也参加了1962年亚洲运动会男子篮球比赛，获得一枚银牌。